# Tetragnatha klossi
Tetragnatha klossi este o specie de păianjeni din genul Tetragnatha, familia Tetragnathidae, descrisă de Hogg, 1919. Conform Catalogue of Life specia Tetragnatha klossi nu are subspecii cunoscute.